# Jeffrey Wright
Pour les articles homonymes, voir Wright.
Jeffrey Wright (prononcé en anglais : /ˈd͡ʒɛfɹi ɹaɪt/) est un acteur américain, né le 7 décembre 1965 à Washington, D.C.
Il est notamment connu pour ses rôles de Belize dans la pièce de théâtre et la minisérie Angels in America (2003), Felix Leiter dans les films de James Bond avec Daniel Craig (Casino Royale en 2006, Quantum of Solace en 2008 et Mourir peut attendre en 2021), Valentin Narcisse dans la série Boardwalk Empire (2013-2014) et Beetee dans la saga Hunger Games (2013-2015). Depuis 2016, il joue Bernard Lowe dans la série Westworld (2016). En 2022, il incarne le commissaire James « Jim » Gordon dans le film The Batman (2022) de Matt Reeves.

## Biographie

### Enfance et études
Jeffrey Wright est né le 7 décembre 1965 à Washington, D.C., capitale des États-Unis. Son père étant décédé alors qu'il n'avait qu'un an, il est élevé par sa mère, avocate au U.S. Customs Service (service des douanes), et par sa tante, infirmière au D.C. General Hospital. Il grandit dans l'atmosphère politisée des années 1960 et 1970 avec les marches du Mouvement des droits civiques, le scandale du Watergate et les manifestations contre la guerre du Viêt Nam. C'est donc tout naturellement qu'il suit des études de sciences politiques à l'Amherst College dans le Massachusetts. Joueur de crosse, il découvre le théâtre en première année et se passionne pour ce média lui permettant d'exprimer ses idées. Son diplôme en poche, Wright tourne le dos à une carrière de juriste et décroche une bourse d'études pour suivre les cours d'art dramatique de l'université de New York. Mais il quitte l'université au bout de deux mois seulement, préférant se consacrer dès à présent à sa carrière d'acteur,.

### Carrière
Il fait ses débuts au cinéma en 1990 dans Présumé innocent mettant en scène Harrison Ford. Il joue ensuite les seconds rôles dans quelques films et séries télévisées. En 1994, il interprète Belize, un infirmier homosexuel, dans la pièce Angels in America de Tony Kushner à Broadway. Révélé auprès du public, il est également récompensé par la critique avec le Tony Award du meilleur acteur de second rôle. Il reprendra son personnage en 2003 pour la mini-série d'HBO Angels in America où il donne la réplique à Al Pacino et Meryl Streep, et décroche cette fois-ci le Golden Globe et le Primetime Emmy Award du meilleur acteur dans un second rôle,.
En 1996, il obtient son premier grand rôle en incarnant le peintre américain Jean-Michel Basquiat dans Basquiat au côté de David Bowie. Dans les années 1990 et 2000, il enchaîne les rôles dans des films tels que Critical Care de Sidney Lumet, Celebrity de Woody Allen, Chevauchée avec le diable d'Ang Lee, Shaft de John Singleton, Ali de Michael Mann, Broken Flowers de Jim Jarmusch, Syriana de Stephen Gaghan et La Jeune Fille de l'eau de M. Night Shyamalan.
Après Sidney Bechet en 1993 et Jean-Michel Basquiat 1996, il continue d'incarner des figures afro-américaines comme Martin Luther King Jr. dans Boycott (en) de Clark Johnson en 2001, Muddy Waters dans Cadillac Records de Darnell Martin et Colin Powell dans W. : L'Improbable Président d'Oliver Stone en 2008.
En 2006, il joue Felix Leiter face à Daniel Craig dans le film de James Bond Casino Royale de Martin Campbell, rôle qu'il reprend en 2008 dans Quantum of Solace de Marc Forster. En 2010, il retourne à Broadway dans la pièce A Free Man of Color (en) de John Guare.
À partir de 2012, il se fait plus présent à la télévision. Ainsi, il joue la même année le rôle du Dr Walter Cofield dans le onzième épisode de la huitième et dernière saison de la série Dr House portée par Hugh Laurie. De 2013 à 2014, il joue Valentin Narcisse, personnage récurrent dans la série télévisée Boardwalk Empire d'HBO.
De 2013 à 2015, il se retrouve de nouveau dans un blockbuster en jouant Beetee dans la série de films Hunger Games de Francis Lawrence.
Depuis 2016, il joue Bernard Lowe, l'un des rôles principaux de la série Westworld d'HBO.
En 2020, il interprète Isaac dans le jeu vidéo The Last of Us Part II développé par Naughty Dog et faisant suite aux événements du premier volet sorti en 2013. Bien que son rôle soit mineur, le jeu devient le jeu vidéo le plus récompensé de l'histoire, dépassant ainsi The Witcher 3: Wild Hunt sorti en 2015.
En 2021, il est la voix de Uatu / The Watcher dans la série d'animation What If...? diffusée sur Disney +. Adaptation du comics homonyme, le principe de la série et d'imaginer des histoires alternatives en rapport avec l'univers cinématographique Marvel. Ce n'est pas le seul projet auquel il prête sa voix la même année, étant présent dans deux fictions audio : Batman: The Audio Adventures diffusée sur HBO Max et dans laquelle il joue Bruce Wayne / Batman ainsi que dans le deuxième acte de The Sandman, adaptation du roman graphique homonyme de Neil Gaiman dans lequel il joue Destiny , .
Jeffrey Wright a été nommée parmi les 100 personnes les plus influentes en 2024 par le Times Magazine, dans la catégorie artiste.

### Vie privée
De 2000 à 2014, il est marié à l'actrice britannique Carmen Ejogo avec qui il a deux enfants, Elijah et Juno.
En 2004, il reçoit un grade honorifique (honorary degree) de la part de son université l'Amherst College.
Jeffrey Wright est également un philanthrope cherchant à amener la justice sociale et économique en Afrique. Ainsi, il cofonde en 2003 en Sierra Leone la compagnie minière éthique Taia LLC qui redistribue une partie de ses bénéfices aux populations locales. C'est pour lui une réponse pragmatique à l'exploitation des sociétés étrangères.

## Théâtre
- 1993-1994 : Angels in America: Millenium Approaches de Tony Kushner : Belize / M. Lies (Walter Kerr Theatre)
- 1993-1994 : Angels in America: Perestroika de Tony Kushner : Belize / M. Lies (Walter Kerr Theatre)
- 1996-1999 : Bring in 'da Noise, Bring in 'da Funk (en) de George C. Wolfe : la voix (Ambassador Theatre)
- 2002 : Topdog/Underdog de Suzan-Lori Parks : Lincoln (Ambassador Theatre)
- 2010 : A Free Man of Color (en) de John Guare : Jacques Cornet (Vivian Beaumont Theater)

## Filmographie

### Cinéma

#### Longs métrages
- 1990 : Présumé innocent (Presumed Innocent) d'Alan J. Pakula : le procureur
- 1991 : Jumpin' at the Boneyard de Jeff Stanzler (en) : Derek
- 1996 : Ma femme me tue (Faithful) de Paul Mazursky : le jeune homme à la rolls
- 1996 : Basquiat de Julian Schnabel : Jean-Michel Basquiat
- 1997 : Critical Care de Sidney Lumet : un patient
- 1998 : Too Tired to Die (en) de Wonsuk Chin : Balzac Man
- 1998 : Celebrity de Woody Allen : Greg, metteur en scène d'un Off-Off-Broadway
- 1998 : La Girafe (de) (Meschugge) de Dani Levy : Win
- 1998 : Blossoms and Veils de Shonda Rhimes : Ben (court métrage)
- 1999 : Chevauchée avec le diable (Ride with the Devil) d'Ang Lee : Daniel Holt
- 2000 : Hamlet de Michael Almereyda : Fossoyeur
- 2000 : Crime + Punishment (Crime and Punishment in Suburbia) de Rob Schmidt (en) : Chris
- 2000 : Cement d'Adrian Pasdar : Ninny
- 2000 : Shaft de John Singleton : Peoples Hernandez
- 2001 : Ali de Michael Mann : Howard Bingham
- 2002 : Compte à rebours mortel (D-Tox) de Jim Gillespie : Jaworski
- 2004 : Sin's Kitchen de Fabien Pruvot : Rex
- 2004 : Un crime dans la tête (The Manchurian Candidate) de Jonathan Demme : Al Melvin
- 2005 : Broken Flowers de Jim Jarmusch : Winston
- 2005 : Syriana de Stephen Gaghan : Bennett Holiday
- 2006 : La Jeune Fille de l'eau (Lady in the Water) de M. Night Shyamalan : M. Dury
- 2006 : Casino Royale de Martin Campbell : Felix Leiter
- 2007 : Chicago 10 de Brett Morgen : Bobby Seale (documentaire, voix)
- 2007 : Invasion d'Oliver Hirschbiegel : Dr Stephen Galeano
- 2007 : Blackout (en) de Jerry Lamothe (en) : Nelson
- 2008 : W. : L'Improbable Président (W.) d'Oliver Stone : Colin Powell
- 2008 : Quantum of Solace de Marc Forster : Felix Leiter
- 2008 : Cadillac Records de Darnell Martin : Muddy Waters
- 2011 : Source Code de Duncan Jones : Dr Rutledge
- 2011 : Les Marches du pouvoir (The Ides of March) de George Clooney : le sénateur Thompson
- 2011 : Extrêmement fort et incroyablement près (Extremely Loud and Incredibly Close) de Stephen Daldry : William Black
- 2013 : Broken City d'Allen Hughes : Carl Fairbanks
- 2013 : The Inevitable Defeat of Mister and Pete (en) de George Tillman Jr. : Henry
- 2013 : A Single Shot de David M. Rosenthal : Simon
- 2013 : Only Lovers Left Alive de Jim Jarmusch : Dr Watson
- 2013 : Hunger Games : L'Embrasement (The Hunger Games: Catching Fire) de Francis Lawrence : Beetee
- 2014 : Hunger Games : La Révolte, partie 1 (The Hunger Games: Mockingjay: Part One) de Francis Lawrence : Beetee
- 2015 : Hunger Games : La Révolte, partie 2 (The Hunger Games: Mockingjay: Part Two) de Francis Lawrence : Beetee
- 2018 : Monster d'Anthony Mandler : M. Harmon
- 2018 : Un héros ordinaire (The Public) d'Emilio Estevez : Mr. Anderson
- 2018 : Game Night de John Francis Daley et Jonathan Goldstein : l'agent du FBI Henderson (non crédité)
- 2018 : Friday's Child d'A. J. Edwards : l'inspecteur Portnoy
- 2018 : O.G. (en) de Madeleine Sackler : Louis
- 2018 : Aucun homme ni dieu (Hold the Dark) de Jeremy Saulnier : Russell Core
- 2019 : Le Chardonneret (The Goldfinch) de John Crowley : Hobie
- 2019 : The Laundromat : L'Affaire des Panama Papers (The Laundromat) de Steven Soderbergh : Boncamper
- 2020 : All Day and a Night de Joe Robert Cole
- 2021 : The French Dispatch de Wes Anderson : Roebuck Wright
- 2021 : Mourir peut attendre (No Time to Die) de Cary Joji Fukunaga : Felix Leiter
- 2022 : The Batman de Matt Reeves : le commissaire James Gordon
- 2023 : Asteroid City de Wes Anderson : général Grif Gibson
- 2023 : Bayard Rustin de George C. Wolfe : Adam Clayton Powell Jr.
- 2023 : American Fiction de Cord Jefferson : Thelonious "Monk" Ellison
- 2025 : The Phoenician Scheme de Wes Anderson : Marty
- 2025 : Highest 2 Lowest de Spike Lee : Paul Christopher
- 2025 : Le Mage du Kremlin (The Wizard of the Kremlin) d'Olivier Assayas

#### Films d'animation
- 2012 : Ernest et Célestine de Stéphane Aubier, Vincent Patar et Benjamin Renner : le juge grizzly (voix anglaise)
- 2015 : Le Voyage d'Arlo (The Good Dinosaur) de Peter Sohn : Henry, le père d'Arlo (voix originale)

### Télévision

#### Téléfilms
- 2001 : Boycott (en) de Clark Johnson : Martin Luther King Jr.
- 2005 : Lackawanna Blues de George C. Wolfe : M. Paul
- 2011 : A Child's Garden of Poetry d'Amy Schatz (en) : ? (téléfilm d'animation, voix originale)
- 2016 : Confirmation (en) de Rick Famuyiwa : Charles Ogletree (en)

#### Séries et émissions télévisées
- 1991 : Separate But Equal (en) de George Stevens Jr. : William Coleman (mini-série)
- 1993 : Les Aventures du jeune Indiana Jones (The Young Indiana Jones Chronicles) : Sidney Bechet (2 épisodes)
- 1994 : New York Undercover : Andre Foreman (saison 1, épisode 5)
- 1997 : Homicide : Hal Wilson (3 épisodes)
- 2003 : Angels in America : Belize / M. Lies (mini-série, 6 épisodes)
- 2007 : American Experience : le narrateur (documentaire, saison 19, épisode 9)
- 2012 : Dr House (House, M.D.) : Dr Walter Cofield (saison 8, épisode 11)
- 2013-2014 : Boardwalk Empire : Dr Valentin Narcisse (20 épisodes)
- 2016-2022 : Westworld : Bernard Lowe (21 épisodes - en cours)
- 2017 : Nola Darling n'en fait qu'à sa tête (She's Gotta Have It) : voix de Purple « ITIS » (saison 1, épisode 10)
- 2020 : 
  - American Pathogen de Nate Houghteling et Sarah Sherman : le narrateur. Ce documentaire critique la réaction de Donald Trump face à la pandémie de covid-19[13].
  - The Daily Show with Trevor Noah : le narrateur[14]
- 2024 : The Agency : Henry
- 2025 The Last of Us (série télévisée) : Isaac Dixon. Le chef du Front de Libération de Washington (WLF)

#### Séries d'animation
- 2016 : The Venture Bros. : Dr Nidaba / Think Tank (saison 6, épisode 5)
- 2016 : BoJack Horseman : Cuddlewhiskers / Père (3 épisodes)
- 2019 : Les Œufs verts au jambon (Green Eggs and Ham) : McWinkle (saison 1, épisode 1)
- 2019 : Rick and morty : Tony  (saison 4, épisode 2)
- 2021-2023 : What If...? : Uatu / Le Gardien
- 2023 : Je s'appelle Groot : Uatu / Le Gardien (saison 2, épisode 5)

### Jeu vidéo
- 2020 : The Last of Us Part II : Isaac, le chef du Front de Libération de Washington

## Fictions audio
- 2021 : Batman: The Audio Adventures : Bruce Wayne / Batman
- 2021 : The Sandman : Acte II : Destiny

## Distinctions

### Récompenses
- Tony Awards 1994 : meilleur acteur de second rôle dans une pièce pour Angels in America: Perestroika
- Black Reel Awards 2004 : meilleur acteur dans un second rôle à la télévision pour Angels in America
- Golden Globes 2004 : meilleur acteur dans un second rôle dans une série, une mini-série ou un téléfilm pour Angels in America
- Primetime Emmy Awards 2004 : meilleur acteur dans un second rôle dans une mini-série ou un téléfilm pour Angels in America
- Black Reel Awards 2006 : meilleur acteur dans un second rôle à la télévision pour Lackawanna Blues
- Black Reel Awards 2008 : meilleur acteur dans un second rôle pour Cadillac Records

### Nominations
- Black Reel Awards 2002 : meilleur acteur dans une œuvre du Network/Cable pour Boycott (en)
- Satellite Awards 2002 : meilleur acteur dans une mini-série ou un téléfilm pour Boycott
- Tony Awards 2002 : meilleur acteur dans une pièce pour Topdog/Underdog
- Satellite Awards 2004 : meilleur acteur dans un second rôle dans une série télévisée pour Angels in America
- Black Reel Awards 2005 : meilleur acteur dans un second rôle pour Un crime dans la tête
- Black Reel Awards 2006 : meilleur acteur dans un second rôle pour Syriana
- Critics' Choice Television Awards 2014 : meilleur acteur dans un second rôle dans une série télévisée dramatique pour Boardwalk Empire
- Black Reel Awards 2016 : Meilleure performance vocale pour Le Voyage d'Arlo
- Primetime Emmy Awards 2017 : meilleur acteur dans un second rôle dans une série télévisée dramatique pour Westworld
- Primetime Emmy Awards 2018 : meilleur acteur dans une série télévisée dramatique pour Westworld
- Golden Globes 2024 : meilleur acteur dans un film musical ou une comédie pour American Fiction
- Oscars 2024 : meilleur acteur pour American Fiction

### Reconnaissances
- Le magazine Time l'a mentionné dans sa liste des 100 personnes les plus influentes de l'année 2024[15].

## Voix francophones
En version française, Jeffrey Wright est doublé par plusieurs comédiens jusqu'au milieu des années 2000. Ainsi, il est doublé à titre exceptionnel par Olivier Jankovic dans Basquiat, Damien Boisseau dans Celebrity, Gérard Darier dans Chevauchée avec le diable, Jo Camacho dans Shaft, Dominik Bernard dans Ali, Lucien Jean-Baptiste dans Compte à rebours mortel, Thierry Desroses dans Angels in America et Gilles Morvan dans Un crime dans la tête.
À partir de 2005 et le film Syriana, Jean-Louis Faure devient sa voix régulière jusqu'à sa mort le 27 mars 2022,. Il le double notamment pour ses apparitions dans les films James Bond et Hunger Games, ou encore les films Source Code, Aucun homme ni Dieu, The French Dispatch et The Batman.
En parallèle, il est notamment doublé à six reprises par Frantz Confiac (dans Boardwalk Empire, Westworld, Confirmation (en), O.G. (en), The Laundromat et Fiction à l'américaine) ainsi qu'à titre exceptionnel par Greg Germain dans W. : L'Improbable Président, Daniel Njo Lobé dans Les Marches du pouvoir, Alex Descas dans Only Lovers Left Alive et Paul Borne dans Rustin. À noter que Lucien Jean-Baptiste le retrouve en 2005 dans Broken Flowers ; de même pour Thierry Desroses, plus récemment, dans Asteroid City et The Agency.
En version québécoise, Manuel Tadros est la voix québécoise régulière de l'acteur qu'il double notamment dans Crime + Châtiment en ville, Shaft, Ali, Syriana, Code source, Les Marches du pouvoir la Hunger Games ou encore Le Batman.